# Claudio Gugerotti
Claudio Gugerotti (Verona, 7. listopada 1955.) talijanski je kardinal Katoličke Crkve koji je u studenome 2022. imenovan prefektom Dikasterija za istočne Crkve.
Prethodno je radio u diplomatskoj službi Svete Stolice, obnašao je dužnost nuncija u nekoliko istočnoeuropskih zemalja od 2001. do 2020. te u Ujedinjenom Kraljevstvu od 2020. do 2022. godine. Godine 1985. pridružio se osoblju Dikasterija za Istočne Crkve, a od 1997. do 2001. bio je podtajnik. Nadbiskup je od 2001. godine. Papa Franjo imenovao ga je kardinalom 30. rujna 2023. godine.
Papa Franjo je 9. srpnja 2023. najavio da ga planira imenovati kardinalom na konzistoriju zakazanom za 30. rujna. Na tom konzistoriju imenovan je kardinalom-đakonom crkve Sant'Ambrogio della Massima.